# گاسپار کورته-رئال
گاسپار کورته-رئال (Gaspar Corte-Real) (زادهٔ ۱۴۵۰ – درگذشتهٔ ۱۵۰۱)، کاوشگر پرتغالی بود که به همراه پدرش ژوائو واز کورته-رئال و بردارش میگوئل در سفرهای اکتشافی تحت حمایت دربار پرتغال حضور داشتند. گفته می‌شود، این سفرها جزو اولین سفرهایی بودند که به کشف نیوفاندلند و احتمالاً سایر بخش‌های شرقی کانادا منتهی شدند.

## اوایل زندگی
گاسپار در جزیره ترسیرا از مجمع‌الجزایر آزور در خانواده اشرافی کورته-رئال به‌دنیا آمد. پدر او ژوائو واز کورته-رئال که کاوشگر پرتغالی بود (۱۴۲۰–۱۴۹۶) سه پسر داشت و گاسپار کوچک‌ترین آن‌ها بود. او پدرش را در سفرهای اکتشافی به آمریکای شمالی همراهی می‌کرد. برادران او هم مثل پدرشان جهانگرد بودند.

## حرفه‌ها
در سال ۱۴۹۸، مانوئل یکم، پادشاه پرتغال، نسبت به سفرهای اکتشافی به غرب علاقه‌مند شد. احتمالاً او اعتقاد داشت سرزمین‌هایی که اخیراً توسط جان کابوت کشف شده‌اند (ساحل آمریکای شمالی) بر اساس پیمان تردسییاس باید در قلمرو و تحت سلطه پرتغال بوده باشند. کورته-رئال، یکی از چندین کاوشگر بود که از طرف کشور پرتغال و از طریق دریا به غرب سفر کردند.
در سال ۱۵۰۰ کورته-رئال به گرینلند رسید. به گمان او آنجا آسیای شرقی بود (همان‌طور که کریستف کلمب در مورد دنیای جدید این گمان را داشت) اما، در آن زمان موفق نشد به خشکی برسد. او در سال ۱۵۰۱ با سه، کاراول عازم سفری دیگری شد، اما در این سفر هم به دلیل منجمد شدن آب دریا در نزدیکی گرینلند نتوانست به خشکی برسد. آن‌ها مسیر خود را تغییر دادند و به سرزمینی با رودخانه‌های بزرگ، درختان کاج و توت رسیدند؛ گمان می‌رود آنجا همان لابرادور بوده باشد. آن‌ها در آنجا ۵۷ نفر از مردم بومی را اسیر کردند و آن‌ها را به پرتغال فرستادند تا به‌عنوان برده بفروشند و هزینه سفرشان را تأمین کنند. در این سفر دو کشتی از سه‌تا کشتی به پرتغال بازگشتند، اما کشتی‌ای که کورته-رئال در آن بود، مفقود شد.
اطلاعات بیشتری در مورد گاسپار کورته-رئال بعد از تاریخ ۱۵۰۱ در دسترس نیست. برادرش میگوئل در سال ۱۵۰۲ به جست‌وجوی او رفت اما او هم مفقود شد.

## میراث
دربارهٔ اهمیت تاریخی کورته-رئال میان مورخان اختلاف نظر وجود دارد. جف وب، استاد تاریخ دانشگاه مموریال نیوفاندلند، در سال ۲۰۱۷ این‌طور عنوان کرد که «کورته-رئال از نظر تاریخی نقشی کم‌اهمیت دارد که اطلاعات بسیار، بسیار اندکی دربارهٔ او در دسترس است». داستان‌های ساختگی اسطوره‌سازی در قرن بیستم دربارهٔ کورته-رئال، عمدتاً کار دیپلمات و مورخی به نام ادواردو برازاو است. برازاو در زمان حکومت آنتونیو ده الیویرا سالازار، رئیس سابق سازمان تبلیغات پرتغال بود.
در سال ۱۹۶۵ مجسمه‌ای برای کورته-رئال در مقابل ساختمان کنفدراسیون در سنت جان نیوفاندلند و لابرادور نصب شد که در آن زمان بیشتر، موضوعی پربحث و جدل بوده‌است. خیابانی به نام این جهانگرد در مانت پرل نام‌گذاری شده‌است. قبلاً در پردیس سنت جان، دانشگاه مموریال نیوفاندلند ساختمانی به نام او وجود داشته‌است. در دسامبر ۲۰۱۹، پس از درخواست اداره بین‌المللی‌سازی (که مکان فعلی‌اش در این ساختمان است) هیئت امنای دانشگاه به تغییر نام آن به مرکز یادگیری جهانی رأی داد. در یک بازی تخته‌ای با موضوع اطلاعات عمومی کشور کانادا، پاسخ درست برای سؤال «اولین کاوشگر که مردم بومی کانادا را به بردگی گرفت» کورته-رئال است.

## مجسمه سنت جان
در می ۱۹۶۳ برازاو که سفیر پرتغال در کانادا بود، برای ملاقات با نخست‌وزیر، جوزف اسمال‌وود، به سنت جان سفر کرد. اسمال‌وود پس از گفت‌وگو با برازاو در ۲۸ می ۱۹۶۳ اعلام کرد که ناوگان صیادی پرتغال، با «موافقت صمیمانه دولت پرتغال» قصد دارد ساخت مجسمه‌ای برای گاسپار کورته-رئال و برادرش میگوئل را به یک مجسمه‌ساز نامدار پرتغالی بسپارد. پس از ملاقات آن‌ها، برازاو از اسمال‌وود دعوت کرد تا به پرتغال بیاید و اسمال‌وود در اکتبر همان سال در پرتغال با سالازار دیدار کرد.
دو سال بعد، مجسمه کورته-رئال (بدون میگوئل) در زیر تابلوی اداره صیادی کانادا-پرتغال در سال ۱۹۶۵ برای بزرگداشت مهمان‌نوازی اهالی نیوفاندلند نسبت به صیادان بنادر بزرگ پرتغال، رونمایی شد.
در اوایل سال ۱۹۹۹ خودرویی که ظاهراً مربوط به یک گردشگر بود و با سرعت غیرمجاز رانندگی می‌کرد به ستونی که مجسمه بر روی آن نصب بود، برخورد کرد. خود مجسمه آسیبی ندید، اما پایه آن خورد شد. چند مدت بعد در همان سال، کریگ جانسون، متخصص مرمت سازه‌های برنزی در اتاوا، بازسازی مجسمه را به مجسمه‌سازان یک کارگاه ریخته‌گری محلی سپرد و نقاشی مجدد مجسمه را هم خودش برعهده گرفت. بر اساس گفته‌های یکی از مجسمه‌سازها به نام ویل گیل که بخشی از کار را انجام داده بود، پس از اتمام مرمت هیچ جای خراشی ناشی از برخورد، خودرو باقی نمانده بود و مجسمه به حالت اولش بازگردانده شده بود.
در سال ۲۰۲۰ عنوان شد که ساخته شدن این مجسمه که مارتینز کوریا، مبلغ اهل استادو نوو، آن را طراحی کرده بود، حاصل اختلافات پشت پرده سالازار و فرانسیسکو فرانکوی اسپانیایی در مورد حقوق صیادان بوده‌است. در سال ۱۹۶۸ اسمال‌وود اعلام کرده بود که «جنرالیسیمو فرانکو قرار است مجسمه‌ای را در این ایالت رونمایی کند» و محل نصب آن پشت مجسمه کورته-رئال بود، اما مجسمهٔ دوم هیچ‌وقت رونمایی نشد.
در ۱۱ ژوئن ۲۰۲۰، از قول دوایت بال، نخست‌وزیر نیوفاندلند و لابرادور عنوان شد که دولت قرار است مجسمه‌هایی که دراین استان نصب شده‌اند و ممکن است از نظر سیاسی حساسیت‌زا باشند را مورد بازبینی قرار دهد. نویسنده‌ای به نام ادوارد ریچ در ۲۰ ژوئن ۲۰۲۰ عنوان کرد که «اگر نظرات کافی مبنی بر اینکه که مجسمه کورته-رئال یادآوری شخصیتی است که در سفرهای ماجراجویانه‌اش مردم بومی را به اسیری می‌گرفت، وجود داشته باشد ما با مشکل بزرگی مواجه هستیم». همین اختلاف نظرها در مورد مجسمه باعث شد در همان روز خبرهایی با عناوین مرتبط در پرتغال منتشر شوند؛ در این خبرها به نقل از گیلبرتو فرناندز، استاد دانشگاه یورک، عنوان شده بود که این مجسمه نماد «روایت استعمارگری، اروپا محوری و برترپنداری نژاد سفید است که ریشه اصلی نهادهای سلطه‌گر کاناد است».
در ۲۸ ژوئن ۲۰۲۰ اعلام شد که تاد راسل، رئیس‌جمهور نوناتوکاوت که نماینده اینوییت‌ها در مرکز و جنوب لابرادور است، «دیگر به رایزنی و مشورت نیازی ندارد و خواستار لغو آن است». مسئول امور مردم بومی پردیس گرنفل دانشگاه مموریال نیوفاندلند، عنوان کرد که وجود این مجسمه «به شکل پررنگی بر این موضوع تأکید دارد که تاریخ بشر با اروپاییان آغاز می‌شود». البته ما می‌دانیم که این موضوع صحیح نیست. در ۸ ژوئیه ۲۰۲۰، گزارش شده‌است که روی مجسمه با اسپری رنگی کلمه «برده‌فروش» و «چرا این هنوز اینجاست؟» نوشته شده‌است. نظرات مختلف در مقاله‌ها و نامه‌ها، به سردیبر ارسال شد که خواهان پایین آوردن مجسمه بودند. بعد از اینکه محل دفن بدون نشان کودکان بومی، در زمین‌های مدارس شبانه‌روزی هندیان کانادا کشف شد، در ژوئیه سال ۲۰۲۱ این مجسمه مورد آسیب عمدی قرار گرفت.